# Cor Vlemmix
Cornelis Johannes Franciscus (Cor) Vlemmix (Eindhoven, 14 december 1927 – aldaar, 10 september 2006) was een Nederlands voetballer die uitkwam voor EVV Eindhoven.

## Loopbaan

### Beginjaren
Vader Graad Vlemmix was een bekend wielrenner in de regio Eindhoven waar hij eigenaar was van café De Sport. Zoon Cor ging voetballen. Hij begon in de jeugd van Woensel. Op zijn veertiende stapte hij midden in de oorlogsjaren over naar EVV Eindhoven. Toen Eindhoven op 18 september 1944 werd bevrijd van de Duitse bezetting, was de voetbalcompetitie net stilgelegd.
Op zijn achttiende maakte hij zijn debuut in het eerste elftal van EVV. Dat was in de stadsderby tegen PSV op 13 oktober 1946 (2-0 verlies). Voor rust kwam hij in het veld voor Wim van den Honert die uitviel met een enkelblessure. 
In zijn tweede wedstrijd als basisspeler, op 1 december 1946 thuis tegen Bleijerheide, werd hij matchwinnaar door de enige treffer (1-0) te scoren.

### Reserve
Zijn voetballoopbaan werd in het voorjaar van 1948 onderbroken omdat hij als dienstplichtig militair werd uitgezonden naar Nederlands-Indië. Hij keerde in juni 1949 met troepenschip Groote Beer terug.
EVV begon aan een opmars en trok voetballers aan uit de stadswijken Woensel, Gestel, Stratum en Tongelre. Voor Vlemmix was begin jaren vijftig vooral een rol als reserve weggelegd.

### Landskampioen
Aan het einde van het seizoen 1953/54 mocht hij de reservebank verlaten. Het bestuur van EVV had Dick Snoek in maart 1954 geschorst omdat hij profvoetballer wilde worden bij Sportclub Venlo '54 dat ging spelen in de ‘wilde’ competitie van de NBVB. Vlemmix maakte daardoor het hoogtepunt uit de clubhistorie mee. Op 16 mei 1954 werd hij met EVV kampioen in de Eerste klasse D door het 3-3 gelijkspel op bezoek bij titelconcurrent Willem II.
In alle zes duels van de kampioenscompetitie stond hij als basisspeler opgesteld. 
De nationale titelstrijd verliep spannend want na vier wedstrijden stonden de vier deelnemers (DOS, DWS, EVV Eindhoven en PSV) in puntenaantal gelijk. De vijfde wedstrijd, uit tegen PSV op 20 juni, was daarom van groot belang. Noud van Melis zette EVV op een 0-2 voorsprong waarna Vlemmix met een schot in de kruising het duel besliste (0-3). EVV won met 0-4 en greep een week later voor eigen publiek de landstitel door DOS  met 3-1 te verslaan.  

### Vier treffers
Vlemmix scoorde niet zo vaak maar in het eerste seizoen van het profvoetbal in Nederland was hij zes keer doeltreffend. In de thuiswedstrijd tegen Xerxes op 8 juni 1955 was hij als centrumspits opgesteld en hij scoorde viermaal (6-2). Twee weken later werd EVV kampioen in de Eerste klasse D door VVV met 3-1 te verslaan. Vlemmix scoorde met een kopbal de 2-1.

### Afscheid
Hij was erbij toen na de zomer van 1956 de nieuwe Eredivisie van start ging. Hij speelde in 24 van de 34 wedstrijden mee. EVV was twee jaar na het landskampioenschap enkele belangrijke spelers (Noud van Melis, Willy Schmidt, Lambert van Tuijl en Frans van Tuijl) kwijtgeraakt. EVV eindigde als laatste en degradeerde. 
In 1958 stopte hij als profvoetballer en ging spelen bij tweedeklasser Tongelre waarmee hij in 1960 kampioen werd.
De laatste jaren van zijn leven verbleef hij in woonzorgcentrum Landrijt in de Eindhovense wijk Woensel. Hij overleed in 2006 op 78-jarige leeftijd.

## Clubstatistieken
| Seizoen         | Club                             | Land                             | Competitie                       | Competitie                       | Competitie                       | Beker                            | Beker                            | Internationaal                   | Internationaal                   | Ned.kamp.                        | Ned.kamp.                        | Totaal                           | Totaal                           |
| Seizoen         | Club                             | Land                             | Competitie                       | Wed.                             | Dlp.                             | Wed.                             | Dlp.                             | Wed.                             | Dlp.                             | Wed.                             | Dlp.                             | Wed.                             | Dlp.                             |
| --------------- | -------------------------------- | -------------------------------- | -------------------------------- | -------------------------------- | -------------------------------- | -------------------------------- | -------------------------------- | -------------------------------- | -------------------------------- | -------------------------------- | -------------------------------- | -------------------------------- | -------------------------------- |
| 1946/47         | EVV Eindhoven                    | Nederland                        | Eerste klasse Zuid II            | 15                               | 1                                | –                                | –                                | –                                | –                                | –                                | –                                | 15                               | 1                                |
| 1947/48         | EVV Eindhoven                    | Nederland                        | Eerste klasse Zuid I             | 10                               | 0                                | –                                | –                                | –                                | –                                | –                                | –                                | 10                               | 0                                |
| 1948/49         | Dienstplicht in Nederlands-Indië | Dienstplicht in Nederlands-Indië | Dienstplicht in Nederlands-Indië | Dienstplicht in Nederlands-Indië | Dienstplicht in Nederlands-Indië | Dienstplicht in Nederlands-Indië | Dienstplicht in Nederlands-Indië | Dienstplicht in Nederlands-Indië | Dienstplicht in Nederlands-Indië | Dienstplicht in Nederlands-Indië | Dienstplicht in Nederlands-Indië | Dienstplicht in Nederlands-Indië | Dienstplicht in Nederlands-Indië |
| 1949/50         | EVV Eindhoven                    | Nederland                        | Eerste klasse Zuid II            | 9                                | 0                                | –                                | –                                | –                                | –                                | –                                | –                                | 9                                | 0                                |
| 1950/51         | EVV Eindhoven                    | Nederland                        | Eerste klasse E                  | 4                                | 0                                | –                                | 0                                | 0                                | 0                                | 0                                | 0                                | 4                                | 0                                |
| 1951/52         | EVV Eindhoven                    | Nederland                        | Eerste klasse C                  | 4                                | 0                                | –                                | 0                                | 0                                | 0                                | 0                                | 0                                | 4                                | 0                                |
| 1952/53         | EVV Eindhoven                    | Nederland                        | Eerste klasse D                  | 2                                | 0                                | –                                | 0                                | 0                                | 0                                | 0                                | 0                                | 2                                | 0                                |
| 1953/54         | EVV Eindhoven                    | Nederland                        | Eerste klasse D                  | 5                                | 0                                | –                                | 0                                | 0                                | 0                                | 6                                | 1                                | 11                               | 1                                |
| 1954/55         | EVV Eindhoven                    | Nederland                        | Eerste klasse D (afgebroken)     | 8                                | 0                                | –                                | –                                | 0                                | 0                                | 0                                | 0                                | 8                                | 0                                |
| 1954/55         | EVV Eindhoven                    | Nederland                        | Eerste klasse D                  | 23                               | 6                                | –                                | –                                | 0                                | 0                                | 4                                | 0                                | 27                               | 6                                |
| 1955/56         | EVV Eindhoven                    | Nederland                        | Hoofdklasse A                    | 16                               | 0                                | –                                | –                                | 0                                | 0                                | 0                                | 0                                | 16                               | 0                                |
| 1956/57         | EVV Eindhoven                    | Nederland                        | Eredivisie                       | 24                               | 1                                | –                                | 0                                | 0                                | 0                                | 0                                | 0                                | 24                               | 1                                |
| 1957/58         | EVV Eindhoven                    | Nederland                        | Eerste divisie B                 | 5                                | 0                                | –                                | 0                                | 0                                | 0                                | 0                                | 0                                | 5                                | 0                                |
| Carrière totaal | Carrière totaal                  | Carrière totaal                  | Carrière totaal                  | 125                              | 8                                | –                                | 0                                | –                                | –                                | 10                               | 1                                | 135                              | 9                                |